# Rockingham (Carolina del Norte)
Rockingham es una ciudad ubicada en el condado de Richmond en el estado estadounidense de Carolina del Norte. Es la capital del condado de Richmond. En el censo del año 2010 tenía una población de 9,558 habitantes

## Geografía
Rockingham se encuentra ubicada en las coordenadas 34°56′22″N 79°45′40″O / 34.93944, -79.76111. Según la Oficina del Censo, la localidad tiene un área total de 19 km² (7,3 mi²), de la cual 18,9 km² (7,3 mi²) es tierra y 0,1 km² (0 mi²) (0.41%) es agua.

### Localidades adyacentes
El siguiente diagrama muestra a las localidades en un radio de 24 kilómetros (14,9 mi) de Rockingham.

## Demografía
En el 2010 la renta per cápita promedia del hogar era de $26.574, y el ingreso promedio para una familia era de $33.534. El ingreso per cápita para la localidad era de $15.426. En 2010 los hombres tenían un ingreso per cápita de $27.923 contra $20.313 para las mujeres. Alrededor del 20.40% de la población estaba bajo el umbral de pobreza nacional.